# Cyanopterus provancheri
Cyanopterus provancheri är en stekelart som först beskrevs av Dalla Torre 1898.  Cyanopterus provancheri ingår i släktet Cyanopterus och familjen bracksteklar. Inga underarter finns listade i Catalogue of Life.